# آلبرت گاون
آلبرت گاون (روسی: Альберт Александрович Гаун؛ زادهٔ ۲۱ ژوئن ۱۹۹۲) یک تکواندوکار اهل روسیه است. 
از افتخارات وی میتوان به کسب مدال نقره وزن ۷۴ کیلوگرم در مسابقات جهانی تکواندو ۲۰۱۳ و مدال برنز ۷۴ کیلوگرم در مسابقات جهانی تکواندو ۲۰۱۵ اشاره کرد.